# Посёлок имени Воровского (Владимирская область)
Посёлок  имени Воровского — населённый пункт в Судогодском районе Владимирской области России. Входит в состав Мошокского сельского поселения.

## География
Расположен в 36 км на юг от железнодорожной станции Нерудная, в 12 км от села Мошок Судогодского района.

## История
Известен как деревня Воково с 1782 года при основании Воковской хрустальной фабрики.
В конце XIX — начале XX века посёлок при фабрике входил в состав Мошенской волости Судогодского уезда, с 1926 года — в составе Давыдовской волости Гусевского уезда. 
С 1929 года посёлок входил в состав Гусь-Хрустального района. С 1938 по 2005 год — посёлок городского типа имени Воровского, названный в честь революционера Вацлава Воровского, с 1957 года — в составе Судогодского района. С 2005 года — посёлок сельского типа в составе Мошокского сельского поселения.

## Население
Динамика численности населения посёлка:
| 1859  | 1897  | 1923  | 1926  | 1939  | 1959  | 1970  |
| ----- | ----- | ----- | ----- | ----- | ----- | ----- |
| 410   | ↗812  | ↗923  | ↗1173 | ↗2103 | ↗2174 | ↗2446 |
| 1979  | 1989  | 2002  | 2010  | 2021  |       |       |
| ↗2486 | ↘2372 | ↘2159 | ↘2048 | ↘1660 |       |       |

## Инфраструктура
В поселке расположена Воровская средняя общеобразовательная школа (образована в 1884 году), детский сад, дом культуры, отделение почтовой связи.

## Экономика
В поселке ОАО «Стеклозавод имени Воровского» (основан в 1782 году, закрыт в 2007 году).

## Достопримечательности
В посёлке отремонтирована часовня в честь иконы Божией Матери «Достойно есть». Средства на ремонт и расширение в 200 году до часовни-храма были пожертвованы москвичкой Подберецкой Т. Г..